# Stenopsychodes mjoebergi
Stenopsychodes mjoebergi är en nattsländeart som beskrevs av Georg Ulmer 1916. Stenopsychodes mjoebergi ingår i släktet Stenopsychodes och familjen Stenopsychidae. Inga underarter finns listade i Catalogue of Life.